# 다크케로로
다크케로로는 개구리 중사 케로로에 나오는 등장인물로 개구리 중사 케로로의 영화판인 케로로 더 무비: 케로로 vs 케로로 천공대결전에 나오는 인물이다. 다크케로로 소대에 소속되어있는 인물로 계급은 중사이다.

## 다크케로로의 특징
케로로의 흑화모습으로 모양은 케로로와 유사하나 속은 전혀 다른 인물이다. 악역이긴 하지만 언행과 행동이 실속있으며 냉철한 인물로 허구한 날을 침략보단 건담에 빠져서 방탕한 생활을 하는 케로로와는 비교되는 모습을 보인다. 그야말로 진정한 근엄있는 대장의 모습을 보이며 니시자와 모모카가 사는 주택을 한번에 해킹하는 유능함도 보인다. 자신보다 아래인 사람을 무시하고 깔보는 습관 때문에 후반엔 도루루와 시바바랑 사이가 안좋아지기도 하며 미루루만 그를 따르기도 했다. 전투에서 패배한뒤엔 케로로처럼 눈이 빨간색에서 검은색으로 바뀌었으며 자신은 우주어딘가로 다시 여행한다는 대사를 남긴뒤 홀연히 떠난다.

## 원작 만화에서 등장
원작 만화에선 163화에 등장하기도 하였다. 하지만 극장판과는 달리 처음부터 눈이 검은색이며 단순한 케로로의 흑화형태로 등장했다. 

## 다크케로로에 관한 이야기
다크케로로는 단순히 케로로의 흑화버전인것을 넘어 진정한 대장으로서 면모를 보여줬고 겉만 같을뿐 속은 완전한 냉혈인으로 정말 가혹한 성격을 가진 소유자였다. 일웹에서도 많이 등장하며 비록 악역이지만 나름 매력있는 등장인물이다.